# Alkaanamine

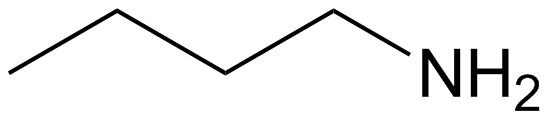
Structuurformule van n-butylamine, een typisch voorbeeld van een alkaanamine.

De alkaanamines vormen een stofklasse van organische verbindingen met een verzadigde koolstofketen en een aminegroep. De algemene brutoformule is CnH(2n+1)NH2. Korte ketens, zoals ethylamine of propylamine, bezitten een onaangename visgeur. Alkaandiaminen zoals 1,4-butaandiamine (putrescine) of 1,5-pentaandiamine (cadaverine), komen vrij bij rottingsprocessen. De stof 1,6-hexaandiamine is een grondstof bij de productie van nylon.